# Uitmarkt

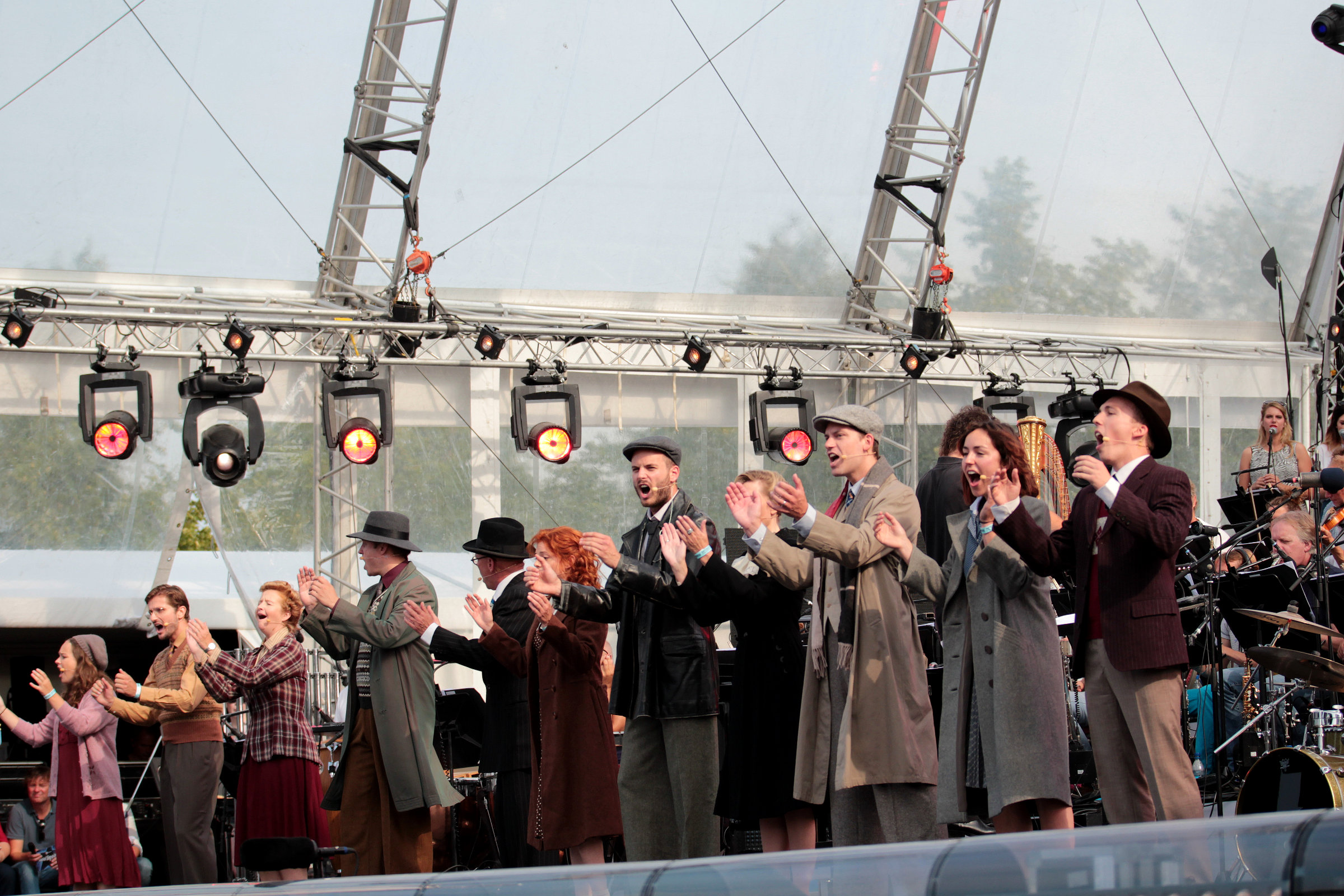
Comédie musicale lors de l'Uitmarkt de 2015.

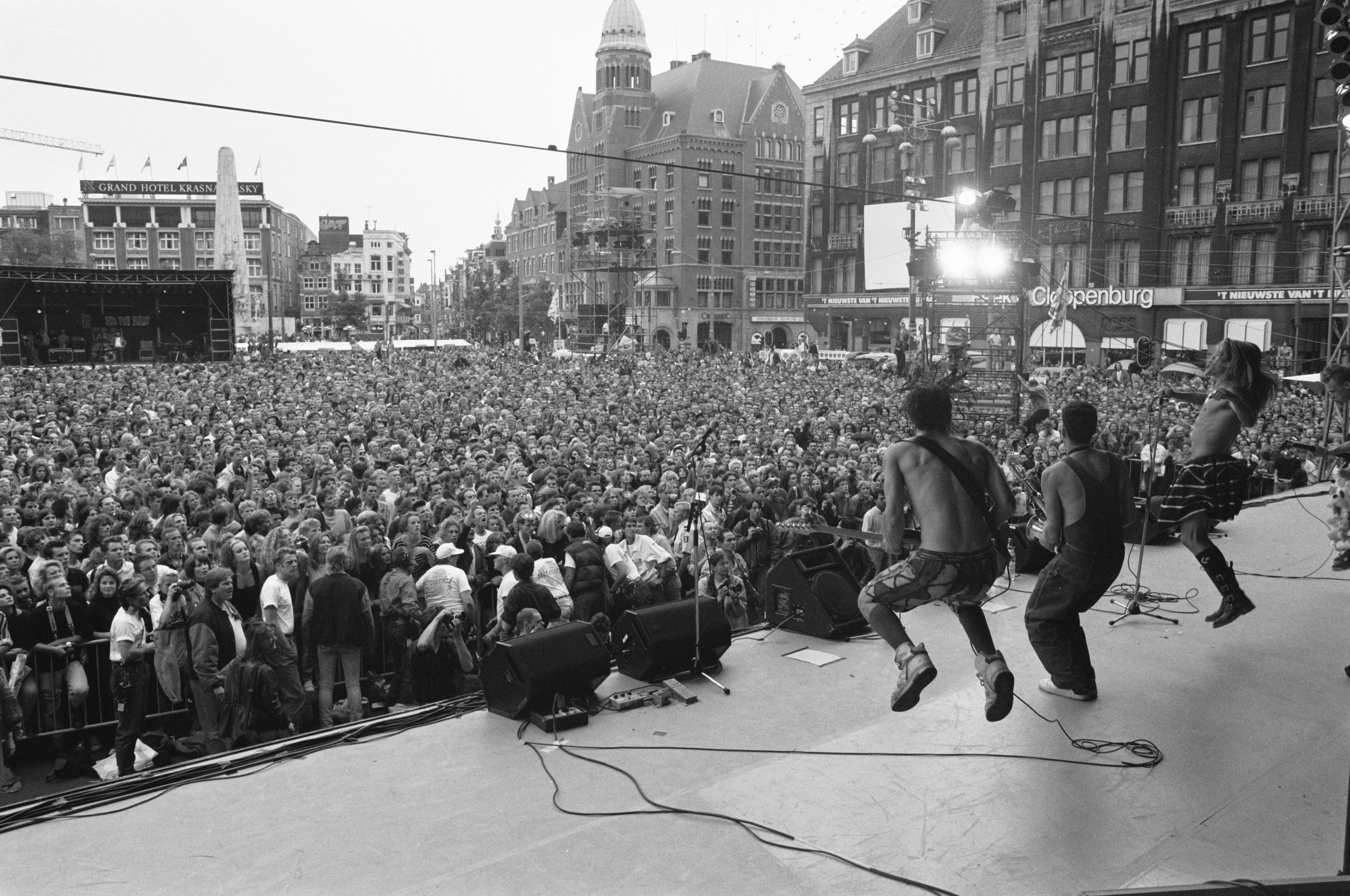
Les Red Hot Chili Peppers lors de l'édition de 1989.

L'Uitmarkt est un festival néerlandais organisé chaque à la fin de l'été à Amsterdam, marquant l'ouverture de la saison culturelle. La plupart des événements sont organisés autour des principales places de la ville comme la Leidseplein, la Museumplein et le Nieuwmarkt ou dans des parcs tel que le Vondelpark.
De nombreux théâtres et salles de concert ouvrent leurs portes gratuitement à cette occasion et proposent des représentations de pièces, musique classique, ballet, hip-hop, cabaret, ainsi que des récitals de littérature et des projections cinématographiques. L'événement est également l'occasion de dispenser des informations sur la saison culturelle à venir, notamment au travers de la distribution de prospectus.